# Craig Whitington
Craig Whitington (* 3. September 1970 in Brighton) ist ein ehemaliger englischer Fußballspieler.
Der Stürmer spielte zu Beginn seiner Karriere bei dem unterklassigen Klub Crawley Town. 1993 wechselte er zum FC Scarborough in die Dritte Division. 1994 wurde er von Huddersfield Town für die Zweite Division verpflichtet. Dort hatte er aber nur einen Einsatz und wurde dann an Rochdale ausgeliehen. Im Sommer 1995 kehrte er zu Huddersfield Town zurück. Nach gleich zwei positiven Dopingtests wurde er aber im Februar 1996 für sechs Monate gesperrt. Nach seiner Sperre ging er wieder zu seinem alten Klub Crawley Town und war dann nicht mehr im Profi-Fußball aktiv.